# Masakry Alawitów w Syrii w 2025 roku
Masakry Alawitów w Syrii – trwająca od grudnia 2024 roku seria masowych zabójstw i masakr Alawitów w Syrii, będąca częścią przemocy wspólnotowej i sekciarskiej między bojownikami związanymi z rządem przejściowym Syrii (w tym lokalnie zmobilizowanymi cywilami, milicjami Syryjskiej Armii Narodowej (SNA) oraz Saraya Ansar al-Sunnah) a zbrojnymi resztkami byłego reżimu Assada. Ta przemoc miała głównie miejsce w nadmorskiej części kraju i stanowi część trwających starć w zachodniej Syrii w trakcie syryjskiej wojny domowej.
Obszary wybrzeża Syrii, zwłaszcza Latakia, historycznie stanowiły centrum społeczności Alawitów, mniejszości religijnej uznawanej za odłam szyizmu. Alawici stanowią około 10% ludności Syrii. Rodzina Assadów, rządząca Syrią przez dekady, pochodziła z tej grupy religijnej. Reżim Assada przyznawał kluczowe stanowiska wybranym Alawitom, zwłaszcza tym związanym z lojalistycznymi milicjami Shabiha i przestępczością zorganizowaną, taką jak handel Fenetyliną. Jednocześnie reżim tłumił wewnętrzną opozycję i przedstawiał się jako ich obrońca przed sunnicką większością. W ostatnich latach reżim Assada tracił poparcie wśród Alawitów z powodu korupcji i upadku gospodarczego.
Po upadku Assada w grudniu 2024 roku bastion Alawitów – Qardaha – był jednym z pierwszych miejsc, do których dotarła opozycja. Delegacja opozycji spotkała się tam z prominentnymi Alawitami i uzyskała od nich oficjalne poparcie dla nowego rządu.
W ramach rządu przejściowego pod przewodnictwem Ahmeda al-Sharaa (byłego emira HTS) ustanowiono nowe siły bezpieczeństwa, w tym jednostki Generalnej Służby Bezpieczeństwa, oddziały Dowództwo Operacji Wojskowych oraz frakcje powracające do swoich rodzinnych miejscowości, takich jak Salamiyah, Talkalakh i Hims.

## Eskalacja przemocy

### Styczeń 2025
Według raportów Syryjskiego Obserwatorium Praw Człowieka (SOHR) , w zachodnich regionach Homs dochodziło do masakr podczas operacji bezpieczeństwa wymierzonych w lojalistyczne milicje. 14 stycznia SOHR zgłosił atak na alawickich cywilów w Tasnin, gdzie bojówki zabiły sześć osób i podpaliły siedem domów.

### Marzec 2025
W marcu 2025 roku przemoc gwałtownie narosła. 6 marca oddziały lojalistów Assada przeprowadziły serię skoordynowanych ataków na siły rządu tymczasowego w Jableh, Banijas i Tartus. W odpowiedzi syryjskie władze tymczasowe wysłały tysiące bojowników, w tym islamistów oraz frakcje wspierane przez Turcję. Rozpoczęły się intensywne walki, a w ich wyniku setki cywilów znalazły się w strefie ognia.

## Reakcje i konsekwencje
Ahmed al-Sharaa, prezydent Syrii, w marcu 2025 roku zaprzeczył, jakoby jego rząd ponosił odpowiedzialność za ataki. Stwierdził, że „resztki byłego reżimu” muszą się natychmiast poddać i zapowiedział pociągnięcie do odpowiedzialności wszystkich winnych rozlewu cywilnej krwi. W jego przemówieniu pojawiły się oskarżenia wobec lojalistów Assada oraz zagranicznych sił o destabilizację kraju i próbę wznowienia wojny domowej. Jego biuro ogłosiło utworzenie niezależnej komisji do zbadania wydarzeń.
Według „The Jerusalem Post” nowa administracja przeprowadziła restrukturyzację aparatu państwowego, w wyniku której zwolniono wielu urzędników pochodzenia alawickiego. Ponadto od grudnia 2024 roku pojawiły się doniesienia o szeroko rozpowszechnianych ulotkach z mową nienawiści wobec Alawitów oraz zniszczeniu i profanacji ich miejsc kultu.